# Chlorophorus annulatus
Chlorophorus annulatus är en skalbaggsart som först beskrevs av Hope 1831.  Chlorophorus annulatus ingår i släktet Chlorophorus och familjen långhorningar.
Artens utbredningsområde är Nepal. Inga underarter finns listade i Catalogue of Life.